# Rivière des Créoles
Rivière des Creoles – rzeka w południowo-wschodniej części wyspy Mauritius. Liczy 13 kilometrów długości. Wypływa niedaleko miasta Curepipe. Płynie w kierunku południowo-wschodnim do Oceanu Indyjskiego. Do oceanu uchodzi niedaleko miasta Mahébourg.